# 王祖賢
王 祖賢またはジョイ・ウォン（Joey Wong、1967年1月31日 -）は、台湾・台北市出身の元女優。身長173cm。B85cm、W58cm、H83cm（1992年2月、）。現在はカナダのバンクーバー在住。

## 来歴
学生時代はバスケットボール選手として活躍。1983年、15歳のとき、広告会社からスカウトされ、化粧品などのCMに出演。1985年卒業した後、17歳で『再見七日間』で映画初出演。同年、香港に渡り、翌年にはショウ・ブラザースと契約して香港に進出、その後は主に香港・台湾の映画に出演。
1987年の香港映画『チャイニーズ・ゴースト・ストーリー』の大ヒットで一躍アジア圏全体のトップスターとなり、特に韓国では聖女と呼ばれるほどの人気を得た。日本でも数多くのファンを獲得し、1990年にはテレビドラマ『香港から来た女』、日香合作映画『スパイゲーム』に主演している。
『チャイニーズ・ゴースト・ストーリー3』が日本で公開されるタイミングで、日本のソニー・ミュージックエンタテインメントから「日本でCDを出してみませんか」と誘われ来日し、1992年1月19日にソニースタジオで録音したシングル「永遠に抱きしめて」が同年3月11日に発売された。週刊誌の取材では「小田和正のファンで、オフコース時代も含めてCDを数枚持っている」と話した。他に「子どもの頃は目立たない子でした。父が厳しく外にも遊びに行けずで、たまたまバスケットの試合に出たとき、スカウトされたんです」「香港でも日本の映画はけっこう上映されています。山口百恵さんや宮沢りえさんなどは、人気があります。私は松坂慶子さんに似てると言われたことがあります」「1997年の香港返還については、あまり心配していません。外国に移住するかどうかは、まだ決めてません」などと話した。
1993年以降、一時映画界を離れるが、1997年に日本映画『北京原人 Who are you?』で久々に映画出演し、2001年の香港映画『華の愛 遊園驚夢』では宮沢りえと共演したが、同年に引退を表明。カナダのバンクーバーに移住して現在に至る。
既に撮り終えていた映画『美麗上海』が公開されたのは2004年の事であった。2011年にリメイクされた『チャイニーズ・ゴースト・ストーリー』には出演するとの噂もあったが、結局実現する事は無かった。

## 主な出演作品

### 映画（日本公開作品）
1985年
- ツイ・ハークのチャイニーズ・ファースト・ラヴ・ストーリー

1986年
- 傷だらけのメロディー
- 殺したい妻たちへ
- デブゴンの霊幻刑事（旧題：サモハン・キンポーのオバケだよ！全員集合!!）
- 飛龍伝説オメガクエスト
- ゴーストキング

1987年
- チャイニーズ・ゴースト・ストーリー
- ジョイ・ウォンの緑の大地
- サモ&ケニー 人質に気をつけろ!

1988年
- 城市特警
- チョウ・ユンファ＋ジョイ・ウォンのパラダイス・パラダイス
- ミスター・ココナッツ
- 大丈夫日記
- 画中仙 ジョイ・ウォンのゴースト・ラブ・ストーリー

1989年
- 蜘蛛に抱かれた女
- ゴッド・ギャンブラー
- 風にバラは散った
- ジョイ・ウォンのリインカーネーション 輪廻転生
- ジョイ・ウォンの霊界伝説
- 都市猟人/ミッシングマン

1990年
- チャイニーズ・ゴースト・ストーリー2
- スパイゲーム
- 刑事ディック キプロスの虎
- サンダーボルト〜如来神掌〜
- 銃弾に追われた街
- ジョイ・ウォンの紅い愛の伝説
- ジョイ・ウォンの幽女伝説
- チェイス・フロム・ビヨンド
- バイオレンス・コップ 復讐計画
- 復讐は薔薇の香り
- 無名家族 復讐の狼たち

1991年
- 暗黒英雄伝
- チャイニーズ・ゴースト・ストーリー3
- ジョイ・ウォンの時空伝説
- チャイニーズ・レジェンド 魔界英雄伝説

1992年
- 九龍帝王 ゴッド・オブ・クーロン
- アンディ・ラウのカジノタイクーン
- カジノタイクーン II
- ジョイ・ウォンの魔界伝説
- ジョイ・ウォンの妖女伝説

1993年
- スウォーズマン 女神復活の章
- シティーハンター
- ジョイ・ウォンの聖女伝説
- 水滸伝 男たちの挽歌
- 青蛇転生
- 大英雄
- 新流星蝴蝶剣

1997年
- 北京原人 Who are you?

2001年
- 華の愛 遊園驚夢

### 映画（日本未公開作品）
- 『今年湖畔會很冷』(1984.台湾)
- 『再見七日情』(1985.香港)
- 『天官賜福』(1985.香港)
- 『偶然』(1986.香港)　共演：張國榮、梅艷芳
- 『心動』(1986.香港)
- 『香港小姐寫真』(1987.香港)
- 『金裝大酒店』(1988.香港)
- 『法中情』(1988.香港)　共演：萬梓良
- 『夢過界』(1988.香港)　共演：張學友
- 『打工狂想曲』(1989.香港)
- 『漫畫奇俠』(1990.香港)
- 『鬼幹部』(1990.香港)　共演：梁家輝
- 『魔畫情』(1991.香港)　共演：梁朝偉
- 『豪門夜宴』(1991.香港)　◇カメオ出演
- 『芝士火腿』(1993.香港)
- 『美麗上海』(2004.中華人民共和国)

### テレビドラマ
1990年
- 香港から来た女

1998年
- 世紀末の詩

## ディスコグラフィー

### シングル
| 枚  | 発売日        | タイトル         | 規格品番   |
| --- | ------------- | ---------------- | ---------- |
| ※   | 1992年3月11日 | 永遠に抱きしめて | SRDL-3449  |
| 1st | 1997年12月3日 | Who are you?     | AVDD-20210 |

※はソニー・ミュージックエンタテインメントからのリリース。その他はavex traxより発売。

### アルバム
- ミニアルバム

| 枚  | 発売日        | タイトル | 規格品番   |
| --- | ------------- | -------- | ---------- |
| 1st | 1998年3月11日 | Angelus  | AVCD-11641 |

- 中国語アルバム

| 枚  | 発売日    | タイトル | 規格品番                                   |
| --- | --------- | -------- | ------------------------------------------ |
| 1st | 1998年3月 | 与世隔絶 | ISRC CN-D05-98-305-00/A.J6（台湾上華唱片） |

## 日本でのテレビ出演

### CM
- 1991年 阪急ファイブ『春のバーゲン』
- 1992年 資生堂 『CUTICLE』シャンプー「4月ON AIR]
- 1993年 旭化成 富久娘『天舞』「3月ON AIR]、『上撰灘流儀』「3月ON AIR]
- 1994年 旭化成 富久娘『天舞』「3月ON AIR]、『上撰灘流儀』「3月ON AIR]
- 1997年 阪急三番街のバーゲンCM

### バラエティ番組情報
- 1988年12月12日 フジテレビ系 『笑っていいとも』出演(レスリー・チャンと共演)
- 1988年12月13日 フジテレビ系 『オールナイトフジ』出演(青山知可子、ユン・ピョウと共演)
- 1990年4月25日 フジテレビ系 『夜のヒットスタジオSUPER』 香港特别番组  、MC 「ミニドラマ慕情] 出演(田原俊彦と共演)
- 1992年2月 『チャイニーズ・ゴースト・ストーリー3』来日宣伝試写會 出演(番组情報未知)
- 1995年?月 フジテレビ系『アジアnビート』出演
- 1996年6月 フジテレビ系 『笑っていいとも』出演
- 1996年10月  日本テレビ 『香取慎吾のアジアのMIKATA』出演
- 1996年10月 テレビ朝日系 『邦子がタッチ』出演

## 日本語吹き替え
島本須美
- 「殺したい妻たちへ」(1986)
- 「チャイニーズ・ゴースト・ストーリー」（1987）＊VHS版（パラマウントDVD＆BD収録）
- 「チャイニーズ・ゴースト・ストーリー2」（1990）＊VHS版（パラマウントDVD＆BD収録）
- 「チャイニーズ・ゴースト・ストーリー3」 （1991）＊VHS版（パラマウントDVD＆BD収録）

冨永みーな
- 「チャイニーズ・ゴースト・ストーリー」（1987）＊TV版
- 「シティーハンター」（1993）

小山茉美
- 「パラダイス・パラダイス」（1988）

榎本智恵子
- 「城市特警」（1988）

堀江美都子
- 「大丈夫日記」（1989）

田村聖子
- 「ゴッド・ギャンブラー」（1989）＊DVD版

井上喜久子
- 「チャイニーズ・ゴースト・ストーリー2」（1990）＊TV版
- 「チェイス・フロム・ビヨンド」（1990）

土井美加
- 「無名家族 復讐の狼たち」（1990）

鈴木麻里子
- 「九龍帝王 ゴッド・オブ・クーロン」（1992）

深見梨加
- 「青蛇転生」（1993）

勝生真沙子
- 「スウォーズマン 女神復活の章」（1993）